# Procionide
Procionidele (Procyonidae) este o familie de mamifere carnivore plantigrade sau semiplantigrade, care seamănă ca înfățișare generală cu urșii, însă au coada lungă. Au un număr mic de specii, restrânse astăzi numai în continentul american. Prin strămoșii lor se înrudesc cu ursidele și canidele. Sunt carnivore zvelte, mai mici decât urșii, cu coadă lungă și stufoasă, deseori prehensilă, ce ajunge cel puțin până la pământ. Picioarele, relativ scurte, au câte cinci degete. Dentiția lor se aseamănă cu a ursidelor, de care se deosebește prin aceea că ultimul premolar superior și primul molar inferior n-au caracter de măsele carnasiere și în fiecare falcă n-au decât câte două măsele tuberculoase.

## Descrierea
Procionidele seamănă ca înfățișare generală cu urșii, însă au coada lungă. 
Au un corp zvelt. Procionidele sunt mai mici decât urșii. Lungimea cap + trunchi este de 305-670 mm, lungimea cozii 200-690 mm, iar greutatea este de aproximativ 0,8-12,0 kg. Masculii sunt aproximativ o cincime mai mari și mai grei decât femelele.
Culoarea blănii este variabilă, de la cenușie la roșcat-cafenie. Majoritatea speciilor au un desen caracteristic pe față, format din pete sau dungi. 
Fața procionidelor este scurtă și lată. Urechile sunt scurte, rotunjite sau ascuțite, acoperite cu păr, drepte și ridicate.
Coada este lungă și stufoasă  și ajunge cel puțin până la pământ; ea este, de obicei, inelată cu mai multe inele înguste alternânde, de culoare închisă și deschisă. La speciile arboricole, de ex. kinkaju (Potos flavus), coada este prehensilă, iar la altele, de ex. coati (Nasua), este semiprehensilă, cu rol în menținerea echilibrului. 
Picioarele, relativ scurte, au câte cinci degete, al treilea fiind cel mai lung. Ghearele sunt scurte, comprimate, curbate, iar la unele genuri semiretractile. Tălpile sunt păroase la câteva genuri.
Procionidele sunt carnivore plantigrade, călcând pe toată talpa, iar călcâiul atinge întotdeauna pământul sau semiplantigrade, călcând parțial pe talpă și parțial pe degete. Mersul este de obicei asemănător cu cel al urșilor.
Dentiția procionidelor se aseamănă cu a ursidelor, de care se deosebește prin aceea că ultimul premolar superior și primul molar inferior n-au caracter de măsele carnasiere (măselele carnasiere sunt dezvoltate numai la Bassariscus) și în fiecare falcă n-au decât câte două măsele tuberculoase. Formula dentară este de obicei: 3•1•4•2/3•1•4•2 x  2 = 40, însă la Potos este  3•1•3•2/3•1•3•2, iar la Ailurus 3•1•3•2/3•1•4•2. Incisivii nu sunt specializați, caninii sunt alungiți, premolarii sunt mici și ascuțiți  și molarii sunt largi cu coroana redusă. 
Masculii au un os penian. 

## Comportamentul
Procionidele sunt terestre, dar și bune cățărătoare în arbori, și adeseori se folosesc de această abilitate pentru a scăpa de dușmani, iar un gen (Potos) este arboricol și își petrece aproape întreaga viață în copaci.
Cele mai multe procionide se adăpostesc în scorburile copacilor, pe ramuri mari sau în crăpăturile stâncilor, cautând locuri și pe lângă cursuri de apă. Majoritatea sunt active seara, iar Nasua este în principal diurn. Familia are și reprezentanți buni înotători. Dacă sunt surprinși sau se simt strâmtorați pe sol, devin buni luptători cu provocatorii. 
Cele mai multe specii trăiesc în perechi sau în grupuri familiale, formate din 5-40 de indivizi și uneori chiar din 200 la un loc, ocupând un teritoriu de circa 800 ha; există însă și specii ai căror indivizi nu se îndepărtează prea mult de ascunzișuri. 
Procionidele au bine dezvoltate simțurile mirosului, văzului și auzului.

## Hrana
Procionidele sunt omnivore și hrana constă atât din plante, cât și din animale. De exemplu ratonul (Procyon lotor) este omnivor, dar cum preferă viața acvatică, mănâncă mai mult broaște și pești; de pe uscat prinde tot felul de animale mici și culege nuci, alune și semințe. 
Unele specii sau specializat: pisicile cu coadă inelată (Bassariscus) și olingo (Bassaricyon) sunt în mare parte carnivore, kinkaju (Potos flavus) sunt frugivori, dar toate speciile consumă plante sau animale, în funcție de sezon sau disponibilitate.

## Reproducerea
Se reproduc primăvara sau pe tot parcursul anului în regiunile sudice. Femelele nasc o dată pe an, de obicei primăvara, după o perioadă de gestație de 60-118 de zile. Masculii nu au grijă de pui. 

## Răspândirea
Procionidele sunt răspândite în regiunile tropicale și temperate din America (America de Sud, America Centrală și America de Nord).

## Importanța
Procionidele sunt vânate pentru carnea și blana lor sau omorâte ca animale dăunătoare. Ratonul (Procyon lotor) are cea mai mare importanță pentru blana și carne sa. Poate fi purtător de rabie și este considerat ca fiind dăunator. Alte procionide, cum ar fi coati sau kinkaju sunt de asemenea vânate pentru carne sau blana lor.

## Sistematica
Fosilele procionidelor datează din oligocenul inferior până în prezent în America de Nord, din miocenul superior până în prezent în America de Sud, din eocenul superior până în pleistocenul inferior în Europa și din miocenul inferior până în prezent în Asia. Prin strămoșii lor se înrudesc cu ursidele și canidele. 
Două subfamilii erau recunoscute în mod tradițional în clasificările mai vechi: Ailurinae, cu un singur gen existent Ailurus (panda mică), găsită în Himalaia și părțile adiacente din Asia estică și Procyoninae, cu 6 genuri existente, care sunt răspândite în zonele temperate și tropicale din Emisfera de Vest. În prezent subfamilia Ailurinae este ridicată în rang de familie,  familia Ailuridae.
Familia procionide cuprinde 6 genuri și 14 specii existente:
- Genul Bassaricyon

Bassaricyon alleni  = Olingo a lui Allen
Bassaricyon gabbii  = Olingo cu coada stufoasă, Urs maki
Bassaricyon medius  = Olingo panamez,  Olingo mijlociu
Bassaricyon neblina  = Olinguito, Olingo mic
- Genul Bassariscus

Bassariscus astutus  = Pisica cu coadă inelată, Basarisc nord-american
Bassariscus sumichrasti  (Jentinkia sumichrasti) = Pisica mexicană cu coadă inelată, Basarisc centro-american
- Genul Nasua

Nasua narica  = Coati cu nas alb
Nasua nasua  = Coati brazilian, Coati sud-american, Coati cu coadă inelată, Coati-cu-botul-roșu
- Genul Nasuella

Nasuella olivacea  = Coati montan vestic
Nasuella meridensis  = Coati montan estic
- Genul Potos

Potos flavus  = Kinkaju
- Genul Procyon

Procyon cancrivorus  = Ratonul mâncător de crabi, Ratonul crabivor
Procyon lotor  = Ratonul, Ratonul comun, Ursul spălător
Procyon pygmaeus  = Ratonul pitic, Ratonul din Cozumel